# Alhendín
Alhendín é um município da Espanha na província de Granada, comunidade autónoma da Andaluzia, de área 51 km² com população de 5755 habitantes (2004) e densidade populacional de 93,31 hab/km².

## Demografia
| Variação demográfica do município entre 1991 e 2004 | Variação demográfica do município entre 1991 e 2004 | Variação demográfica do município entre 1991 e 2004 | Variação demográfica do município entre 1991 e 2004 |
| --------------------------------------------------- | --------------------------------------------------- | --------------------------------------------------- | --------------------------------------------------- |
| 1991                                                | 1996                                                | 2001                                                | 2004                                                |
| 3674                                                | 4107                                                | 4578                                                | 5755                                                |